# Biskopsgården, Linköping
Biskopsgården i Linköping är 
tjänstebostad för
biskopen i Linköpings stift. Byggnaden ligger på Ågatan 63, norr om domkyrkan i centrala staden. Biskopsgården var statligt byggnadsminne från 25 januari 1935 och är  enskilt byggnadsminne sedan 1 januari 2000.
Huvudbyggnaden är troligen byggd på lämningar från medeltiden. Den uppfördes i sten 1733–1735. Carl Gustaf Tessin ansvarade för ritningarna, men de utfördes av hovintendent Carl Hårleman. Huset består av två våningar under ett valmat sadeltak som är täckt med rött enkupigt lertegel. Under husets västra del finns en källare med fyra tunnvälvda rum som sannolikt tillkom i samband med byggnadens uppförande. Fasaden har en så kallad spikpikad puts och är gul med vita detaljer som profilerad takfot och fönsteromfattning. Fönstren är ljusgrå och småspröjsade och har beslag av 1700-talstyp.
Entrén vetter mot gårdssidan. Den består av en balkong som bärs upp av kolonner. Det stora trapphuset har steg i röd kalksten. På bottenvåningen finns två matsalar, salong, hallar och kök. På ovanvåningen finns en sal med välvt tak, salonger och bibliotek. På vindsvåningen finns sovrum.
Huset har renoverats flera gånger bland annat på 1780-talet då Casper Seurling var byggmästare. År 1910 gjordes en genomgripande renovering under ledning av arkitekten Torben Grut. Vid detta tillfälle tillkom bland annat entrépartiet och köksingångens förstuga. Invändigt återskapades 1700-talskaraktären med nytillverkade spegeldörrar, fönster och en öppen spis. Inga äldre eldstäder finns bevarade. År 1998 gjordes en fasadrenovering då den äldre spritputsen med sin speciella struktur behölls, frånsett det nedre partiet av vägglivet, som putsades om och gavs en struktur som överensstämmer med den äldre. Vid omputsningen användes kalkbruk.